# 第47回グラミー賞
第47回グラミー賞 (47th Grammy Awards) は、2005年2月13日にロサンゼルスのステイプルズ・センターで開催された。

## 概要
前年に亡くなったレイ・チャールズが4部門を受賞し、ラッパーのカニエ・ウェストが3部門を受賞した。

## 主要部門受賞者
当節の記述のうち、特記していない項目の出典はである。

### 主要4部門
年間最優秀レコード賞
- "Here We Go Again" - ノラ・ジョーンズ＆レイ・チャールズ（レイ・チャールズ『ジーニアス・ラヴ：永遠の愛（Genius Loves Company）』所収）

年間最優秀アルバム賞
- 『ジーニアス・ラヴ：永遠の愛（Genius Loves Company）』 - レイ・チャールズ＆ Various Artists

年間最優秀楽曲賞
- "Daughters" - ジョン・メイヤー（『ヘヴィアー・シングス（Heavier Things）』所収）

最優秀新人賞
- マルーン5
- ロス・ロンリー・ボーイズ
- ジョス・ストーン
- カニエ・ウェスト
- グレッチェン・ウィルソン（英語版）

### ポップ
最優秀女性ポップ・ボーカル・パフォーマンス
- "Sunrise" - ノラ・ジョーンズ（『フィールズ・ライク・ホーム（Feels Like Home）』所収）

最優秀男性ポップ・ボーカル・パフォーマンス
- "Daughters" - ジョン・メイヤー（『ヘヴィアー・シングス（Heavier Things）』所収）

最優秀ポップ・パフォーマンス（デュオもしくはグループ）
- "Heaven" - ロス・ロンリー・ボーイズ（『ロス・ロンリー・ボーイズ（Los Lonely Boys）』所収）

最優秀ポップ・コラボレーション
- "Here We Go Again" - ノラ・ジョーンズ＆レイ・チャールズ（レイ・チャールズ『ジーニアス・ラヴ：永遠の愛（Genius Loves Company）』所収）

最優秀ポップ・インストゥルメンタル・パフォーマンス
- "11th Commandment" - ベン・ハーパー（『There Will Be a Light』所収）

最優秀ポップ・ボーカル・アルバム
- 『ジーニアス・ラヴ：永遠の愛（Genius Loves Company）』 - レイ・チャールズ
- 『フィールズ・ライク・ホーム（Feels Like Home）』 – ノラ・ジョーンズ
- 『アフターグロウ（Afterglow）』 – サラ・マクラクラン
- 『マインド、ボディ＆ソウル（Mind Body & Soul）』 – ジョス・ストーン
- 『スマイル（Brian Wilson Presents Smile）』 – ブライアン・ウィルソン

最優秀ポップ・インストゥメンタル・アルバム
- Various Artists『Henry Mancini: Pink Guitar』 - James R. Jensen（プロデューサー）

### ダンス
最優秀ダンス録音
- "トキシック" – ブリトニー・スピアーズ（『イン・ザ・ゾーン（In the Zone）』所収）

最優秀エレクトロニック／ダンス・アルバム
- 『キッシュ・カッシュ（Kish Kash）』 – ベースメント・ジャックス

### トラディッショナル・ポップ
最優秀トラディッショナル・ポップ・ボーカル・アルバム
- 『Stardust: The Great American Songbook』 - ロッド・スチュワート

### ロック
最優秀ソロ・ロック・ボーカル・パフォーマンス
- "Code Of Silence" - ブルース・スプリングスティーン

最優秀ロック・パフォーマンス（デュオもしくはグループ）
- "Vertigo" - U2（『原子爆弾解体新書〜ハウ・トゥ・ディスマントル・アン・アトミック・ボム（How to Dismantle an Atomic Bomb）』所収）

最優秀ハードロック・パフォーマンス
- "Slither" - ヴェルヴェット・リヴォルヴァー（『コントラバンド（Contraband）』所収）

最優秀メタル・パフォーマンス
- "Whiplash" - モーターヘッド（『キル・エム・オール（Kill 'Em All）』所収）

最優秀ロック・インストゥルメンタル・パフォーマンス
- "Mrs. O'Leary's Cow" - ブライアン・ウィルソン（『スマイル（Brian Wilson Presents Smile）』所収）

最優秀ロック・ソング
- "Vertigo" - U2（『原子爆弾解体新書〜ハウ・トゥ・ディスマントル・アン・アトミック・ボム（How to Dismantle an Atomic Bomb）』所収）

最優秀ロック・アルバム
- 『アメリカン・イディオット（American Idiot）』 - グリーン・デイ
- 『ザ・デリヴァリー・マン（The Delivery Man）』 – エルヴィス・コステロ＆ジ・インポスターズ
- 『ザ・リーズン（The Reason）』 – フーバスタンク
- 『ホット・ファス（Hot Fuss）』 – ザ・キラーズ
- 『コントラバンド（Contraband）』 – ヴェルヴェット・リヴォルヴァー

### オルタナティヴ
最優秀オルタナティヴ・ミュージック・アルバム
- 『ゴースト・イズ・ボーン（A Ghost Is Born）』 - ウィルコ
- 『メダラ（Medúlla）』 – ビョーク
- 『フランツ・フェルディナンド（Franz Ferdinand）』 – フランツ・フェルディナンド
- 『Uh Huh Her』 – PJ ハーヴェイ
- 『Good News for People Who Love Bad News』– モデスト・マウス

### R&B
最優秀女性R&Bボーカル・パフォーマンス
- "If I Ain't Got You" - アリシア・キーズ（『ダイアリー・オブ・アリシア・キーズ（The Diary Of Alicia Keys）』所収）

最優秀男性R&Bボーカル・パフォーマンス
- "Call My Name" - プリンス（『ミュージコロジー（Musicology）』所収）

最優秀R&Bパフォーマンス（デュオもしくはグループ）
- "My Boo" - アリシア・キーズ＆アッシャー（アッシャー『コンフェッションズ（Confessions）』所収）

最優秀トラディッショナルR&Bボーカル・パフォーマンス
- "Musicology" - プリンス（『ミュージコロジー（Musicology）』所収）

最優秀アーバン／オルタナティヴ・パフォーマンス
- "Cross My Mind" - ジル・スコット（『Beautifully Human: Words and Sounds Vol. 2』所収）

最優秀R&Bソング
- "You Don't Know My Name" - アリシア・キーズ、ハロルド・リリー、カニエ・ウェスト（アリシア・キーズ『ダイアリー・オブ・アリシア・キーズ（The Diary Of Alicia Keys）』所収）

最優秀R&Bアルバム
- 『ダイアリー・オブ・アリシア・キーズ（The Diary Of Alicia Keys）』 - アリシア・キーズ

最優秀コンテンポラリーR&Bアルバム
- 『コンフェッションズ（Confessions）』 - アッシャー

### ラップ
最優秀ラップ・ソロ・パフォーマンス
- "99 Problems" - ジェイ・Z（『ザ・ブラック・アルバム（The Black Album）』所収）

最優秀ラップ・パフォーマンス（デュオもしくはグループ）
- "Let's Get It Started" - ブラック・アイド・ピース（『エレファンク（Elephunk）』所収）

最優秀ラップ・コラボレーション
- "Yeah!" - アッシャー featuring リル・ジョン＆リュダクリス（『Confessions』所収）

最優秀ラップ・ソング
- "Jesus Walks" - ミリ・ベン・アリ、Rhymefest、カニエ・ウェスト（ソングライター）（カニエ・ウェスト『ザ・カレッジ・ドロップアウト（The College Dropout）』所収）

最優秀ラップ・アルバム
- 『ザ・カレッジ・ドロップアウト（The College Dropout）』 - カニエ・ウェスト
- 『トゥ・ザ・5ボローズ（To the 5 Boroughs）』 – ビースティ・ボーイズ
- 『ザ・ブラック・アルバム（The Black Album）』 – ジェイ・Z
- 『The Definition』 – LL・クール・J
- 『スーツ（Suit）』 – ネリー

### カントリー
最優秀女性カントリー・ボーカル・パフォーマンス
- "Redneck Woman - グレッチェン・ウィルソン（英語版）（『Here for the Party』所収）

最優秀男性カントリー・ボーカル・パフォーマンス
- "Live Like You Were Dying" - ティム・マッグロウ（『Live Like You Were Dying』所収）

最優秀カントリー・パフォーマンス・デュオもしくはグループ
- "Top of the World" - ディキシー・チックス（『Home』所収）

最優秀カントリー・コラボレーション（ボーカルあり）
- "Portland Oregon" - ジャック・ホワイト＆ロレッタ・リン（ロレッタ・リン『Van Lear Rose』所収）

最優秀カントリー・インストゥルメンタル・パフォーマンス
- "Earl's Breakdown" - ニッティ・グリッティ・ダート・バンド featuring アール・スキャッグス（英語版）、ランディ・スキャッグス（英語版）、ヴァッサー・クレメンツ、ジェリー・ダグラス（『Will the Circle be Unbroken』所収）

最優秀カントリー・ソング
- ティム・マグロウ "Live Like You Were Dying" - クレイグ・ワイズマン 、ティム・ニコルズ（ソングライター）（『Live Like You Were Dying』所収）

最優秀カントリー・アルバム
- 『Van Lear Rose』 - ロレッタ・リン

最優秀ブルーグラス・アルバム
- 『Brand New Strings』 - リッキー・スキャッグス＆ケンタッキー・サンダー

### ニューエイジ
最優秀ニューエイジ・アルバム
- 『Returning』 - ウィリアム・アッカーマン
- 『Atlantis: A Symphonic Journey』 – David Arkenstone
- 『Two Horizons』 – Moya Brennan
- 『Piano』 – Peter Kater
- 『American River』 – Jonathan Elias

### ジャズ
最優秀ジャズ・インストゥメンタル・ソロ
- "Speak Like A Child" - ハービー・ハンコック（ハーヴィー・メイソン『ウィズ・オール・マイ・ハート（With All My Heart）』所収）

最優秀ジャズ・インストゥメンタル・アルバム（個人もしくはグループ）
- 『イルミネイションズ（Illuminations）』 - マッコイ・タイナー、ゲイリー・バーツ、テレンス・ブランチャード、クリスチャン・マクブライド、ルイス・ナッシュ（英語版）

最優秀ラージ・ジャズ・アンサンブル・アルバム
- 『コンサート・イン・ザ・ガーデン（Concert in the Garden）』 - マリア・シュナイダー

最優秀ジャズ・ボーカル・アルバム
- 『レア・ソングス～ヴェリー・パーソナル（R.S.V.P. (Rare Songs, Very Personal)）』 - ナンシー・ウィルソン

最優秀コンテンポラリー・ジャズ・アルバム
- 『アンスピーカブル （Unspeakable）』 - ビル・フリゼール

最優秀ラテン・ジャズ・アルバム
- 『ランド・オブ・ザ・サン（Land Of The Sun）』 - チャーリー・ヘイデン

### ゴスペル
最優秀ゴスペル・パフォーマンス
- "Heaven Help Us All" – レイ・チャールズ＆グラディス・ナイト（『Signed』所収）

最優秀ポップ／コンテンポラリー・ゴスペル・アルバム
- 『All Things New』 – Steven Curtis Chapman

最優秀ロック・ゴスペル・アルバム
- 『Wire』 – Third Day

最優秀トラディショナル・ソウル・ゴスペル・アルバム
- 『There Will Be a Light』 – ベン・ハーパー＆ブラインド・ボーイズ・オブ・アラバマ

最優秀コンテンポラリー・ソウル・ゴスペル・アルバム
- 『Nothing Without You』 – Smokie Norful

最優秀サザン、カントリーもしくはブルーグラス・ゴスペル・アルバム
- 『Worship & Faith』 – Randy Travis

最優秀クワイアもしくはコーラス・アルバム
- 『Live ... This is Your House』 – The Brooklyn Tabernacle Choir

### ラテン
最優秀ラテン・ポップ・アルバム
- 『Amar Sin Mentiras』 - マーク・アンソニー

最優秀トラディショナル・トロピカル・ラテン・ポップ・アルバム
- 『¡Ahora Sí!』 - イスラエル・ロペス

最優秀メキシカン／メキシカン-アメリカン・アルバム
- 『Intimamente』 - Intocable

最優秀ラテン・ロック／オルタナティヴ・アルバム
- 『Street Signs』 - オゾマトリ

最優秀テハーノ・アルバム
- 『Polkas, Gritos y Acordeónes』 - David Lee Garza、Joel Guzman、Sunny Sauceda

最優秀サルサ／メレンゲ・アルバム
- 『Across 110th Street』 - スパニッシュ・ハーレム・オーケストラ（英語版） featuring ルーベン・ブラデス

### ブルース
最優秀トラディショナル・ブルース・アルバム
- 『Blues to the Bone』 - エタ・ジェイムス

最優秀コンテンポラリー・ブルース・アルバム
- 『Keep It Simple』 - ケブ・モ

### フォーク
最優秀トラディショナル・フォーク・アルバム
- 『Beautiful Dreamer: The Songs of Stephen Foster』 - Various Artists

最優秀コンテンポラリー・フォーク・アルバム
- 『The Revolution Starts Now』 - Steve Earle

最優秀ネイティブ・アメリカン・ミュージック・アルバム
- 『Cedar Dream Songs』 - Bill Miller

最優秀ハワイアン・ミュージック・アルバム（新設）
- Island Artists『ハワイアン・スラック・キー・ギター・マスターズ vol.2（Slack Key Guitar: Volume 2）』 - Charles M. Brotman（プロデューサー）

### レゲエ
最優秀レゲエ・アルバム
- 『トゥルー・ラヴ（True Love）』 - トゥーツ・アンド・ザ・メイタルズ

### ポルカ
最優秀ポルカ・アルバム
- 『Let's Kiss: 25th Anniversary Album』 - ブレイヴ・コンボ（英語版）

### ワールドミュージック
最優秀トラディッショナル・ワールドミュージック・アルバム
- 『Raise Your Spirit Higher』 - レディスミス・ブラック・マンバーゾ

最優秀コンテンポラリー・ワールドミュージック・アルバム
- 『エジプト（Egypt）』 - ユッスー・ンドゥール

### スポークン・ワード
最優秀スポークン・ワード・アルバム
- 『マイライフ：クリントンの回想（My Life）』 – ビル・クリントン

### コメディ
最優秀コメディ・アルバム
- 『The Daily Show With Jon Stewart Presents...America: A Citizen's Guide To Democracy Inaction』 - ジョン・スチュワート

### 映画、テレビ、その他ビジュアルメディア向け
最優秀コンピレーション・サウンドトラック・アルバム（映画、テレビ、その他ビジュアルメディア向け）
- Various Artists『終わりで始まりの4日間（Music From The Motion Picture: Garden State）』 - ザック・ブラフ（コンピレーション・プロデューサー）

最優秀スコア・サウンドトラック・アルバム（映画、テレビ、その他ビジュアルメディア向け）
- 『ロード・オブ・ザ・リング：王の帰還：オリジナル・サウンドトラック（The Lord of the Rings: The Return of the King:  Motion Picture Soundtrack）』 - ハワード・ショア（作曲者）。John Kurlander（エンジニア）。Peter Cobbin（エンジニア／ミキサー）。

最優秀楽曲（映画、テレビ、その他ビジュアルメディア向け）
- "Into the West" - アニー・レノックス、ハワード・ショア、フラン・ウォルシュ（ソングライター）（『ロード・オブ・ザ・リング：王の帰還：オリジナル・サウンドトラック（The Lord of the Rings: The Return of the King:  Motion Picture Soundtrack）』所収）

### 作曲・編曲
最優秀インストゥルメンタル作曲
- ヨーヨー・マ "Merengue" - Paquito D'Rivera（作曲者）（『オブリガード・ブラジル：ライヴ・イン・コンサート（Obrigado Brazil: Live In Concert）』所収）

最優秀インストゥルメンタル編曲
- ザ・ヴァンガード・ジャズ・オーケストラ "Past Present and Future" - Slide Hampton（編曲者）（『The Way: Music of Slide Hampton』所収）

最優秀インストゥルメンタル編曲（ボーカリストあり）
- レイ・チャールズ＆ジョニー・マティス "Over the Rainbow" - Victor Vanacore（編曲者）（レイ・チャールズ『ジーニアス・ラヴ：永遠の愛（Genius Loves Company）』所収）

### パッケージングおよびノーツ
最優秀録音パッケージ
- ウィルコ『ゴースト・イズ・ボーン（A Ghost Is Born）』 - Peter Buchanan-Smith、Dan Nadel（アート・ディレクター）

最優秀ボックスドもしくは特別限定版パッケージ
- トーキング・ヘッズ『ワンス・イン・ア・ライフタイム（Once in a Lifetime）』 - ステファン・サグマイスター（アート・ディレクター）

最優秀アルバム・ノーツ
- ウディ・ハーマン＆ His Orchestra ＆ Woodchoppers『The Complete Columbia Recordings of Woody Herman and His Orchestra & Woodchoppers (1945–1947)』 - Loren Schoenberg（アルバム・ノーツ・ライター）

### 制作・エンジニアリング
最優秀エンジニアド録音（非クラシカル）
- レイ・チャールズ、Various Artists『ジーニアス・ラヴ～永遠の愛 （Genius Loves Company）』 - Robert Fernandez、John Harris、Terry Howard、Pete Karam、Joel Moss、Seth Presant、アル・シュミット（英語版）、Ed Thacker（エンジニア）

最優秀・エンジニアド録音（クラシカル）
- ロバート・スパーノ（英語版）、アトランタ交響楽団『ヒグドン：シティ・スケープ、オーケストラのための協奏曲（Higdon: City Scape; Concerto for Orchestra）』 - Jack Renner（エンジニア）

最優秀リミックスド録音（非クラシカル）
- ノー・ダウト "It's My Life (Jacques Lu Cont's Thin White Duke Mix)" - Jacques Lu Cont（リミキサー）

プロデューサー・オブ・ザ・イヤー（非クラシカル）
- ジョン・シャンクス（英語版）

プロデューサー・オブ・ザ・イヤー（クラシカル）
- David Frost

### サラウンドサウンド
最優秀サラウンドサウンド・アルバム（新設）
- レイ・チャールズ＆ Various Artists『ジーニアス・ラヴ～永遠の愛 （Genius Loves Company）』 - アル・シュミット（英語版）（サラウンド・ミックス・エンジニア）。Robert Hadley、Doug Sax（サラウンド・マスタリング・エンジニア）。

### ミュージック・ビデオ
最優秀ミュージック・ビデオ（短編）
- U2 "ヴァーティゴ（Vertigo）" - Alex and Martin（ビデオ・ディレクター）

最優秀ミュージック・ビデオ（長編）
- Various Artists『コンサート・フォー・ジョージ（Concert for George）』 - David Leland（ビデオ・ディレクター）。ライ・クーダー、Olivia Harrison、Jon Kamen（ビデオ・プロデューサー）。

### 特別賞
ミュージケアーズ・パーソン・オブ・ザ・イヤー
- ブライアン・ウィルソン[2]

生涯業績賞
- ジョン・ボーナム